# Diocesi di Massimianopoli di Palestina
La diocesi di Massimianopoli di Palestina (in latino Dioecesis Maximianopolitana in Palaestina) è una sede soppressa del patriarcato di Gerusalemme e una sede titolare della Chiesa cattolica.

## Storia
Massimianopoli di Palestina, identificata con Rummanah in Palestina, a 17 km a nord-ovest di Jenin, è un'antica sede vescovile della provincia romana della Palestina Seconda nella diocesi civile d'Oriente. Faceva parte del patriarcato di Gerusalemme ed era suffraganea dell'arcidiocesi di Scitopoli.
Sono tre i vescovi attribuiti a questa antica diocesi. Il primo è Paolo che prese parte al concilio di Nicea del 325; secondo Le Quien, al concilio di Sardica del 343/344, presero parte due vescovi palestinesi di nome Paolo, ed uno di questi potrebbe essere quello che prese parte al primo concilio ecumenico. Nel VI secolo sono noti due vescovi: Megas, che prese parte al concilio di Gerusalemme del 518 e sottoscrisse la lettera sinodale di Giovanni di Gerusalemme contro Severo di Antiochia e i monofisiti; e Domno, che firmò gli atti del concilio del 536 convocato dal patriarca Pietro contro Antimo di Costantinopoli e che vide riuniti assieme i vescovi delle Tre Palestine.
Dal XVIII secolo Massimianopoli di Palestina è annoverata tra le sedi vescovili titolari della Chiesa cattolica; la sede è vacante dal 18 giugno 1980.

## Cronotassi

### Vescovi greci
- Paolo[1] † (menzionato nel 325)
- Megas † (menzionato nel 518)
- Domno † (menzionato nel 536)

### Vescovi titolari
- Gaetano Mantegazza, B. † (25 giugno 1778 - 1793 deceduto)
- Alexander Cameron † (19 settembre 1797 - 7 febbraio 1828 deceduto)
- Kajetan von Kowalski † (15 aprile 1833 - 13 gennaio 1840 deceduto)
- William Walsh † (15 febbraio 1842 - 27 settembre 1844 succeduto vescovo di Halifax)
- Aleksander Kazimierz Bereśniewicz † (27 settembre 1858 - 30 maggio 1875 nominato vescovo di Samogizia)
- Giovanni Battista (Ferdinando di Santa Maria) Ossi, O.C.D. † (3 aprile 1883 - 14 dicembre 1886 nominato vescovo di Quilon)
- John Hutchinson, O.E.S.A. † (13 maggio 1887 - 28 ottobre 1897 deceduto)
- William F. O'Hare, S.I. † (2 settembre 1919 - 11 ottobre 1926 deceduto)[2]
- Auguste François Louis Grimault, C.S.Sp. † (24 gennaio 1927 - 18 giugno 1980 deceduto)